# ريزة (تركيا)
رِيزَة (بالتركية: ریزه، Rize) مدينة تركية وعاصمة ولاية ريزة وتقع في الجزء الشرقي من منطقة البحر الأسود في تركيا.

## الاسم
يعود أصل اسم ريزة إلى اللغة الإغريقية من كلمة ρίζα، والتي تعني منحدرات الجبال. في اللغة اليونانية الحديثة، سُميت المدينة Ριζούντα، أما في اللاتينية، فقد سُميت Rhizus أو Rhizaeum، الاسم الأخير استعمل في قائمة الكراسي اللقبية للكنيسة الكاثوليكية كاسم للأبرشية الموجودة في البلدة، والتي كانت آنذاك جزءاً من المقاطعة الرومانية المتأخرة بنطس البوليمونية. تكتب ريزة في التركية العثمانية ريزه، وتعني الفتات أو الحطام، وتكتب في الجورجية რიზე. تسمى المدينة باللغة اللازية რიზინი.

## التاريخ

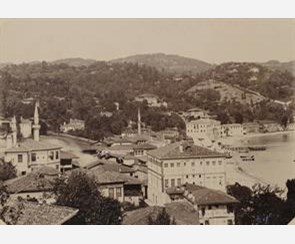
ريزة في العقد الأخير من القرن التاسع عشر.

ذكرت مدينة ريزة لأول مرة بشكل مكتوب من قبل آريانوس، في إحدى أعماله التي حملت اسم رحمانية بحر أوكسينوس (أي: دليل الملاحة في البحر الأسود)، على أنها مدينة تقع عند مصب نهر يحمل نفس اسم المدينة، نهر ريزة (بالإغريقية: ῾Ρίζιος ποταμός). كتب هذا العمل بين عامي 130–131 كرسالة إلى الإمبراطور الروماني هادريان، يسجل هذا العمل تفاصيل الرحلة الاستكشافية لكاتبه آريانوس حاكم إقليم كبادوكيا آنذاك للمناطق الشرقية من البحر الأسود والتي كانت تحت سلطته، بدأت رحلته بزيارة الحاميات العسكرية على الحدود الشرقية للأناضول قبل أن يتوغل في منطقة طرابزون متنقلاً في ساحل البحر الأسود.
شكلت مدينة ريزة جزءا من إقليم جورجيا التاريخي تشانيتي (بالجورجية: ჭანეთი). في عام 1547 ضم العثمانيون إقليم تشانيتي إلى الدولة العثمانية وأصبح جزءاً من سنجق لازستان. استولت الإمبراطورية الروسية على ريزة أثناء الحرب الروسية العثمانية 1877–1878، ثم استحوذت جمهورية جورجيا الديموقراطية على المدينة سنة 1918 بعد انهيار الإمبراطورية الروسية حتى استعادتها روسيا السوفيتية سنة 1920 بعد احتلالها لجورجيا. على إثر معاهدة قارص سنة 1921، سلمت روسيا السوفيتية مدينة ريزة إلى تركيا جنباً إلى جنب مع أرتوين، أرداهان وهوبا.

## الجغرافيا

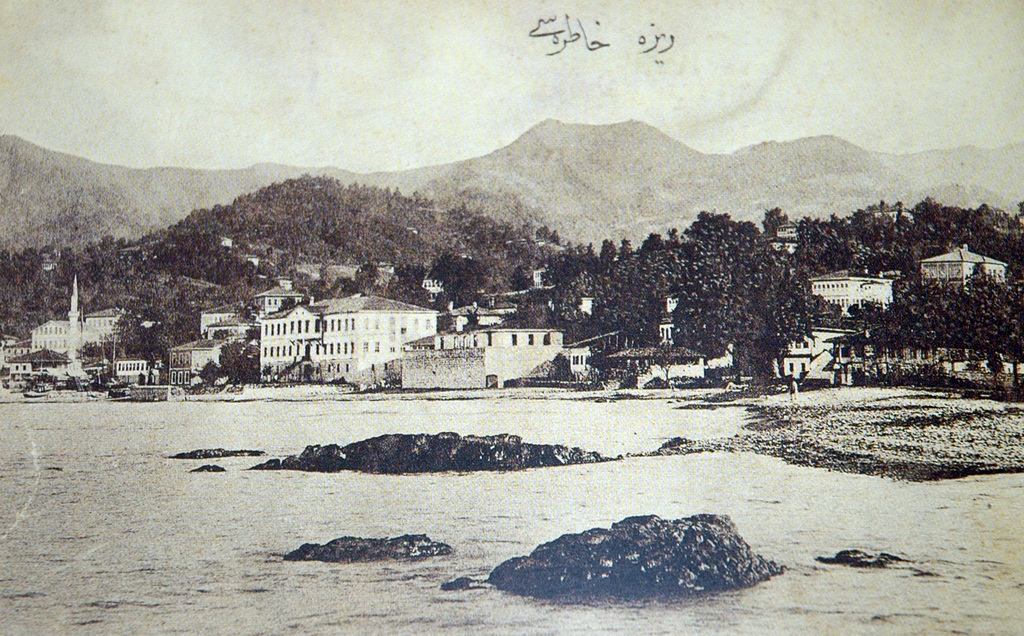
تصوير لمدينة ريزة في العقد الثاني من القرن العشرين على كرت بريدي عثماني.

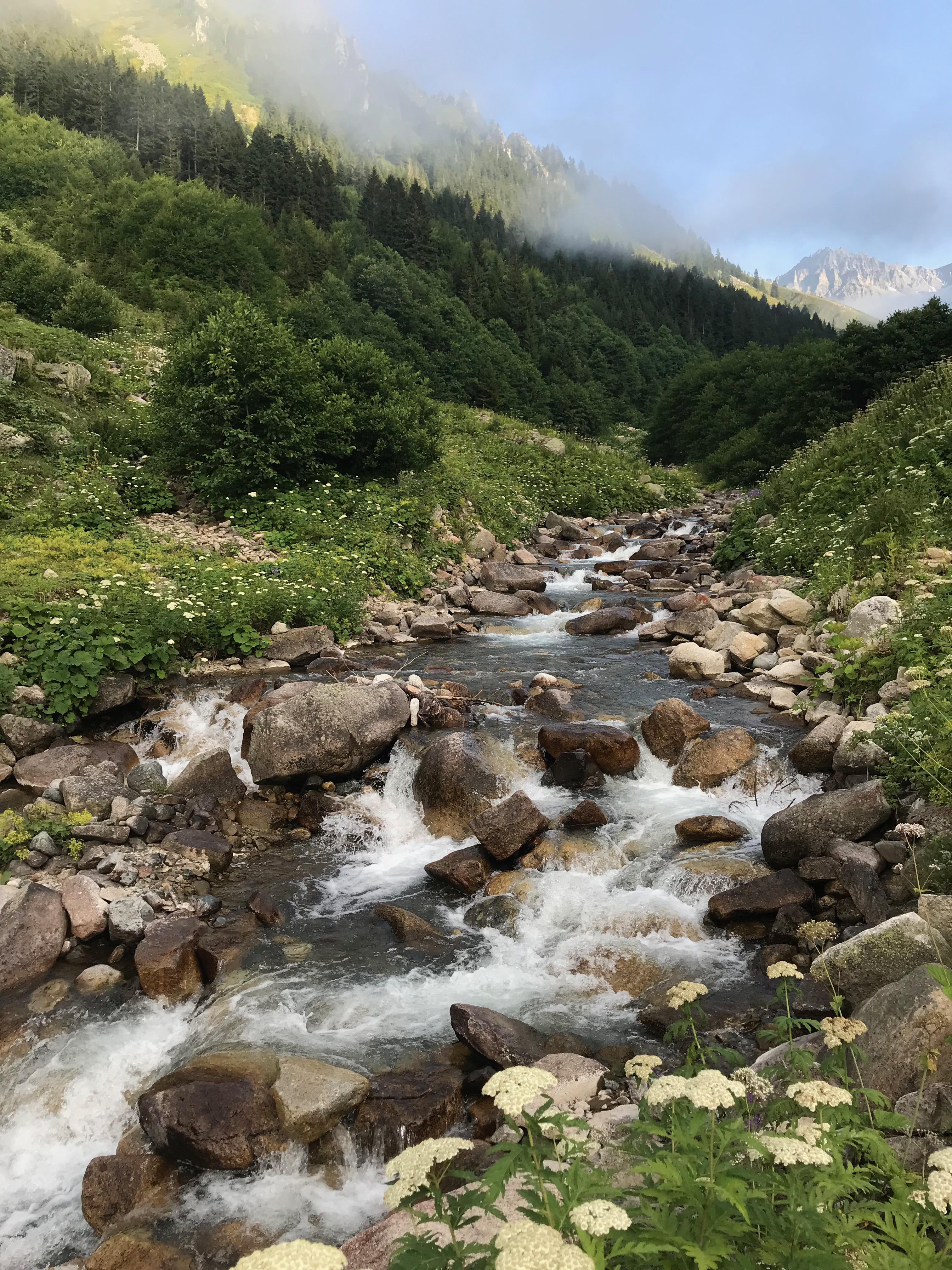
منتزه جبال كاتشكار الوطني في ريزة

مدينة ريزة مبنية حول خليج صغير على ساحل البحر الأسود، على حزام ضيق من الأرض المسطحة يحيطه البحر من أمامه والجبال من خلفه. تتم توسعة هذا الحزام بواسطة ردم الأراضي البحرية، كما أن المدينة تنمو على حافة الجبال بعيداً عن الشاطئ. تتمتع ريزة بمناخ معتدل شديد الرطوبة، كما أنها معرضة للعواصف القادمة من البحر الأسود ولهذا يتمتع الريف المحيط بالمدينة بغطاء غني من النباتات والذي يجذب سياحاً أكثر وأكثر كل عام.
تعد ريزة مركزاً لإنتاج وتصدير شاي ريزة، والذي تتم زراعته في المناطق المحيطة بالمدينة. وصل الشاي تلك المنطقة بين أربعينيات وخمسينيات القرن الماضي، مغيراً قدر المدينة، والتي كانت تعتبر فقيرةً حتى ذلك الوقت. تمتلك المدينة اليوم معهداً لأبحاث الشاي تأسس عام 1958. تتم زراعة الشاي وفاكهة الكيوي حتى في الحدائق داخل المدينة. أما النشاط الثانوي للمدينة فهو صيد الأسماك. تتصل ريزة بشوارع رئيسية مع كل من طرابزون (66 كم غرب المدينة)، هوبا (88 كم غرب المدينة على حدود جورجيا) وأرضروم (إلى الجنوب). أقرب مطار إلى ريزة هو مطار طرابزون.
تعتبر ريزة مدينة هادئة، كما كل العواصم التركية الريفية مع القليل من الحياة الليلية أو الترفيه. مع ذلك، فإن الحدود مع جورجيا قد فتحت منذ أوائل التسعينيات، وتمت توسعة طريق ساحل البحر الأسود الذي يمر بمدينة ريزة وأصبحت المدينة أغنى من سابق عهدها؛ حيث يوجد سيارات أكثر في الطرقات، عمارات أطول على واجهة البحر، ويتم افتتاح عدد من الأماكن الترفيهية للشباب هذه الأيام. السياح الذين يزورون ريف المدينة يساهمون أيضاً بنموها الاقتصادي.

## المناخ
لريزة مناخ شبه مداري رطب (تصنيف كوبن للمناخ: Cfa). إذا بدأت الثلوج بالتساقط، فعلى الأغلب تتساقط بغزارة. يتحول المناخ إلى مناخٍ قاري (Dfb) على حوافّ التلال وإلى مناخٍ شبه قطبي (Dfc) على منحدرات الجبال والأراضي المرتفعة.

ريزة وكامل الجزء الشرقي من ساحل البحر الأسود حيث تقع تمتلك أعلى معدلات لهطول الأمطار والثلوج في غرب آسيا، مع متوسط معدل هطول سنوي يتراوح حول الـ2500 ملم (100 بوصة)، مع أمطار غزيرة طوال السنة وتصل إلى أقصاها نهاية فصل الخريف (من أكتوبر إلى ديسمبر). يعد ساحل البحر الأسود المنطقة الوحيدة في تركيا التي تمتلك معدلات عالية من الهطول على مدار السنة. درجة حرارة المياه، كما في جميع مناطق الساحل التركي للبحر الأسود، دائماً باردة، وتتقلب بين 8 و 20 درجة مئوية طوال السنة.

## التعداد السكاني
| السنة | التعداد السكاني |
| ----- | --------------- |
| 1975  | 36,044          |
| 1980  | 43,407          |
| 1985  | 50,221          |
| 1990  | 52,031          |
| 1997  | 73,420          |
| 2000  | 78,144          |
| 2009  | 96,503          |
| 2013  | 104,991         |
| 2019  | 114,576         |

التوزيع الجنسي في مقاطعة ريزا
التوزيع العمري في مقاطعة ريزا

## الاقتصاد

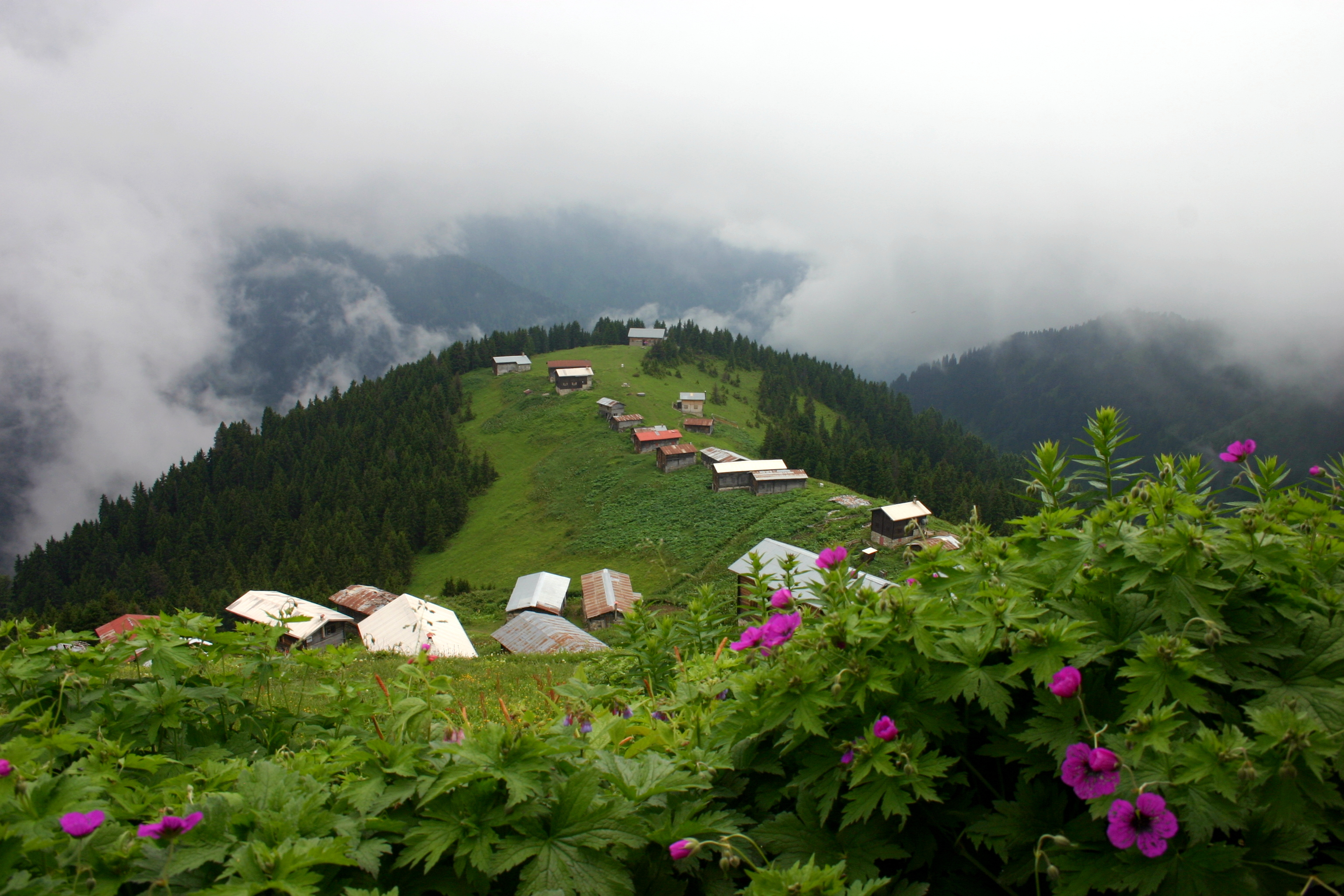
تعد هضبة يايلا في ريزة وجهة سياحية شائعة.

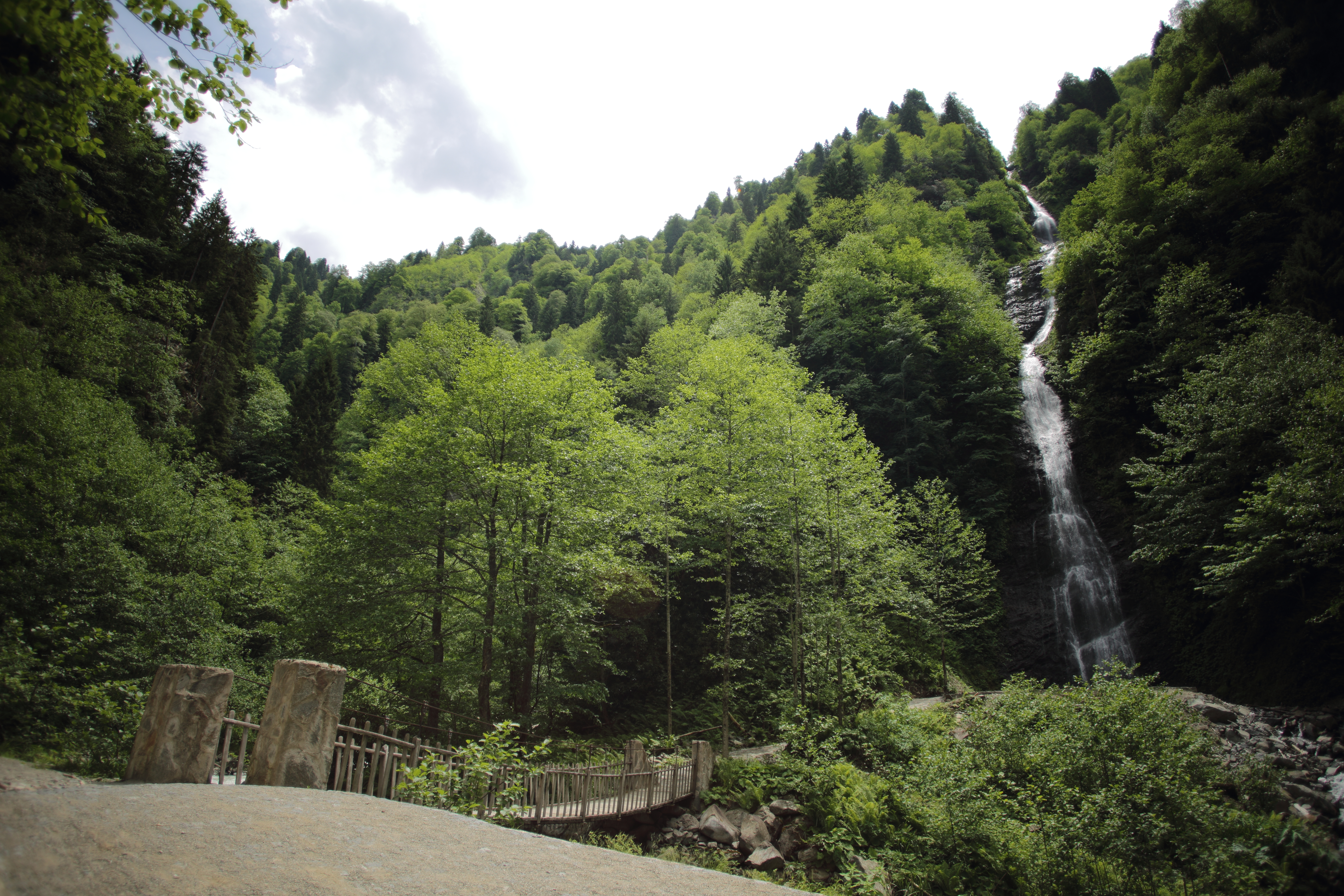
شلال خور القطران في ريزة

تاريخياً، كان أهالي مدينة ريزة يزرعون البرتقال. إلا أن الأحوال الجوية دمرت المحاصيل في أوائل القرن العشرين، واندثرت تلك المصلحة. كانت المدينة تنتج أيضاً كميات قليلة من المنغنيز.
الهيكل الاقتصادي لمدينة ريزة معتمد بشكل رئيسي على موقعها الجغرافي. ريزة مدينة جبلية للغاية، مما يجعل فكرة التنمية الصناعية صعبة وغير عملية. بسبب انعدام المواصلات الجوية والسكك الحديدية، أغلب البضائع يجب أن تصدر بواسطة السفن أو الشاحنات، مما يصعب عمليتيّ التصدير والاستيراد. الشريك التجاري الأهم لمدينة ريزة هي طرابزون، المدينة الأكثر تطوراً في الشمال الشرقي لمنطقة البحر الأسود. تصدر المدينة المزروعات بشكل رئيسي، يعد الشاي وفاكهة الكيوي السلعتين الأكثر تصديراً.

## التعليم
تأسست جامعة ريزة سنة 2006، ثم تغير اسمها لاحقاً إلى جامعة رجب طيب أردوغان بعد موافقة مجلس الجامعة.

## المعالم
- قلعة ريزة، وهي قلعة محطمة بشكل جزئي يعود تاريخها إلى العصور الوسطى وتقع إلى الجنوب الغربي من مركز المدينة.

## الرياضة
تشمل المراكز الرياضية في مدينة ريزة ستاد ريزة أتاتورك، ستاد مدينة ريزة الجديد ومجمع ريزة الرياضي والذي يتكون من قاعة ريزة الرياضية ومسبح ريزة الداخلي.
من أهم نوادي كرة القدم في ريزة تشايكور ريزة سبور والذي يلعب في الدوري التركي الممتاز، وبازار سبور الذي يلعب في الدوري الثالث لاتحاد تركيا لكرة القدم.

## أعلام
- رجب طيب أردوغان – سياسي، رئيس وزراء سابق والرئيس الحالي لجمهورية تركيا
- كاظم أيفاز – بطل العالم في المصارعة وحاصل على الميدالية الأولومبية
- نيكوس كابيتانيديس – صحفي وناشر في المجلات
- إبراهيم تشولاك – عضو في مجلس محافظة إسطنبول
- تيميل كوتيل – مهندس طيران والمدير التنفيذي لشركة الخطوط الجوية التركية
- تونجاي مترجي – رئيس وزراء سابق
- محمد عاكف بيريم – حاصل على الميدالية الأولومبية في المصارعة اليونانية الرومانية
- كوكسال توبتان – سياسي
- إسماعيل توروت – مغني فلكلور منطقة البحر الأسود
- مسعود يلماز – سياسي ورئيس وزراء سابق
- ظافر بيريول – لاعب كرة قدم
- يشار يلماز – مصارع
- بيرول بارلاك – لاعب كرة قدم
- باترونا عثمان باشا – ضابط في البحرية العثمانية
- ألتان اكسوي – لاعب كرة قدم

هناك آخرون لم يسكنوا أبداً في مدينة ريزة، لكن تعود أصولهم إليها، وهم:
- سيزين آكسو – مطربة وكاتبة أغاني، ولدت في إزمير
- تاركان – مطرب في مجال أغاني البوب